# أورلايا أنيسونية
أورلايا أنيسونية (الاسم العلمي:Orlaya anisopoda) هو نوع غير مؤكد من النباتات يتبع جنس الأورلايا من الفصيلة الخيمية.